# Clavinet

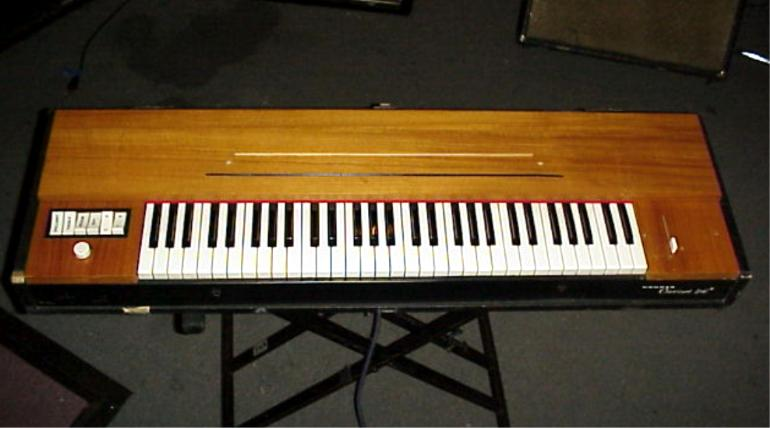
El Clavinet D6, el modelo más popular, introducido en 1971.

Un clavinet es un instrumento musical de cuerdas percutidas inventado por el luthier, músico e ingeniero alemán Ernst Zacharias (n. 1924-2020), y fabricado por la empresa alemana Hohner. Es esencialmente un clavicordio amplificado electrónicamente, análogo a una guitarra eléctrica. Su distintivo sonido staccato ha aparecido particularmente en el funk, el jazz fusión, el reggae y la música disco.
Fueron producidos varios modelos a lo largo de los años, incluidos los modelos I, II, L, C, D6, y E7. La mayoría de los modelos consisten en 60 teclas y 60 cuerdas asociadas, dándoles un rango de cinco octavas, desde fa1 (43,6 Hz) hasta mi6 (1318,5 Hz).
Cada tecla utiliza una pequeña punta de goma para crear un efecto «hammer on» (sostener la vibración sobre una cuerda) sobre una cuerda similar a la de una guitarra, como en un clavicordio convencional. El extremo de cada cuerda pasa a través de la armadura del hilado. Cuando se suelta la tecla, el hilado hace que la cuerda inmediatamente deje de vibrar. Este mecanismo es completamente diferente del de otros productos de Hohner, el cembalet y la pianet, que usan un principio de plectro o de cojines adherentes que golpean cilindros de metal.
La mayoría de modelos tiene dos sistemas de captadores, los cuales se ubican arriba y debajo de las cuerdas. El clavinet tiene interruptores para seleccionar estos sistemas y un dispositivo de salida que se puede conectar a un amplificador de guitarra. Los primeros modelos de clavinet solo ofrecían captadores individuales (single coil); el D6 introdujo un diseño con seis captadores nativos.
Originalmente, el instrumento fue diseñado para el uso casero y estaba dirigido a la interpretación de música folclórica y clásica europea. Así, el Clavinet L, introducido en 1968 era un modelo doméstico y contaba con un cuerpo triangular de madera chapada, patas de madera, teclas de colores opuestos al del cuerpo del instrumento y un soporte de plexiglás. El modelo final E7 fue la culminación de varias mejoras de ingeniería para hacer que el instrumento permitiera un mejor uso en conciertos de música rock, donde su empleo había llegado a ser lugar común. Sin embargo, hacia 1982, Hohner dejó de producir el clavinet. En 2000, Hohner se desvinculó completamente del clavinet entregando los repuestos del instrumento que tenían en inventario al sitio web de restauraciones Clavinet.com.

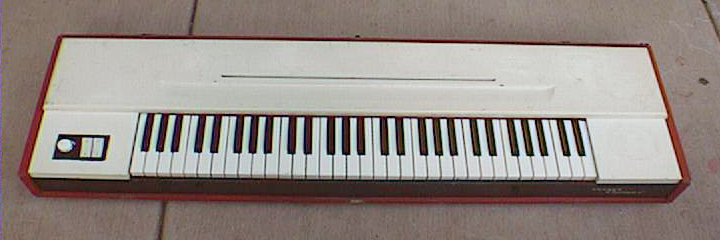
El clavinet C, usado en Superstition, de Stevie Wonder.

El timbre prototípico del clavinet se puede oír
en el tema Trampled Under Foot (de Led Zeppelin),
en Tank (de Emerson, Lake and Palmer),
en Superstition (de Stevie Wonder),
en Kid Charlemagne (de Steely Dan),
en Up for the Downstroke (de Parliament),
en Hay que venir al sur y Fiesta (de Rafaella Carra de 1977 y 1978),
en I Robot (de The Alan Parsons Project),
en Machine Gun (de The Commodores, etc.
El tema Up on Cripple Creek, de The Band, es el primer ejemplo grabado de conectar un clavinet a través de un pedal de guitarra wah-wah; y Stevie Wonder no se quedó atrás al aplicarle un pedal auto-wah Mutron al clavinet en su Higher Ground (de 1974, dándole un muy sabroso efecto. Un ejemplo reciente del clavinet en la música rock alternativo se puede encontrar en el tema Dirty Harry (de Gorillaz) y en el tema 7 días de oscuridad (de The Smösh).